# Il signore del Mississippi
Il signore del Mississippi è il secondo capitolo della Saga di Paperon de' Paperoni, serie a fumetti realizzata dallo statunitense Don Rosa che narra la storia del papero più ricco del mondo.
L'intero episodio si basa sulla rivalità tra Angus Manibuche de' Paperoni, zio di Paperone, e Porcello Suinello, faccendiere poco onesto: intorno a questa sfida Don Rosa costruisce una vicenda dinamica e divertente, ricca di gag e con alcuni tormentoni, come il continuo riferimento da parte di Angus all'acqua fangosa del Mississippi, o la continua ricerca di un nome adatto alla banda composta da Capitan Bassotto e figli. Le situazioni assurde, l'ampio uso delle quadruple, la dinamicità di tutto l'episodio fanno di questo non solo uno dei capitoli più riusciti dell'intera Saga, ma soprattutto uno degli esempi più chiari di quella fusione di stili (oltre a Barks, nel tratto di Rosa si fondono anche quelli di de Lara e Gottfredson) che avvicinano l'artista del Kentucky al primo Bottaro.

## Trama
Due anni dopo ai fatti del capitolo precedente Paperone è sul Mississippi dalle parti di Louisville, nel Kentucky. Paperone giunge durante i festeggiamenti del centenario della città quando giocatori d'azzardo e bari di tutto il mondo si danno appuntamento per festeggiare e dare fondo alle loro finanze. E a uno dei tavoli da gioco lo zio Manibuche gioca contro Porcello Suinello per il diritto di recupero della Drennan Whyte, una barca leggendaria colata a picco 30 anni prima con 100.000 dollari in oro: unico superstite Angus de' Paperoni. Manibuche riesce a vincere la partita. Suinello però non è rassegnato e così, dopo dieci anni dalla loro ultima sfida sul fiume (Zio Paperone e la Regina del Cotone), inizia una nuova gara tra Angus e Suinello, il primo con il nipote Paperone e l'inventore Cacciavite, il secondo con Capitan Bassotto e figli. Senza esclusione di colpi i due gruppi si avvicinano alla meta: il primo ad arrivare è Angus ma Suinello sperona la sua barca facendolo sbarcare forzatamente, a sua insaputa, sulla riva corretta, quindi si prepara a recuperare la Drennan Whyte, quando i figli di Capitan Bassotto gettano nel fangoso Mississippi il disonesto Suinello.
E fu così che Suinello getta in un pozzo di metallo l'odiato rivale Angus de' Paperoni, mentre questi è ancora piegato in due dalle risate per l'ammutinamento dei suoi sgherri ed il conseguente volo in acqua.
A questo punto ci sono ben due citazioni (o presunte tali) una dietro l'altra. La prima quando uno dei figli di Capitan Bassotto, rischiarata l'acqua con le pillole di Cacciavite, si getta nel Mississippi: davanti ai suoi occhi appare la spettrale visione di un villaggio subacqueo, il vecchio insediamento del Sopracciglio della Scimmia, un po' come accadde allo Swamp Thing di Moore/Bissette/Totleben quando affrontò una comunità di vampiri acquatici. Quindi Don Rosa disegna il salone d'ingresso del Titanic (identico a quello che nel 1997 James Cameron realizzerà per il suo film, Titanic) quando Paperone e lo zio entrano nella Drennan Whyte. Infatti il "pozzo di metallo" nel quale Suinello ha gettato Manibuche è, in realtà, uno dei fumaioli della nave affondata.
Quando i due de' Paperoni trovato il tesoro inizia una terribile lotta per il possesso della cassaforte con la famiglia di Capitan Bassotto che hanno la peggio finendo arrestati.
Due anni dopo Paperone trasporta un carico di lingotti d'oro sul Ciccio Dollaro che fa ovviamente gola ai redivivi Bassott che anche stavolta avranno la peggio ma dopo aver causato l'affondamento dell'imbarcazione di Paperone che è costretto a ricominciare come fuochista della Palla di Cannone mentre lo zio Angus sta facendo fortuna con i romanzi d'appendice.

## Storia editoriale
Pubblicato originariamente nel 1992 sulla danese Anders And & Co., venne successivamente edita in vari altri paesi del mondo, come la statunitense Uncle Scrooge n.286 (1994) e l'italiana Zio Paperone n.71 (1995). In Italia è stata edita in La saga di Paperon de' Paperoni (2016)
Le fonti di ispirazione dell'autore si trovano nelle seguenti storie di Barks: Zio Paperone e la Regina del Cotone, Zio Paperone e la gara sul fiume, Zio Paperone nella reggia della sirena, Zio Paperone monarca del bestiame